# Hermanas de la Sagrada Familia de Urgel
La Congregación de la Sagrada Familia de Urgel (oficialmente en latín: Congregatio Sororum Sacræ Familiæ Urgellensis) es un instituto religioso católico femenino y masculino , de vida apostólica y de derecho pontificio, fundado en 1888 por la religiosa española Anna Maria Janer Anglarill en Seo de Urgel. A las religiosas de este instituto se les conoce como Hermanas de la Sagrada Familia y posponen a sus nombres las siglas S.F.U.

## Historia

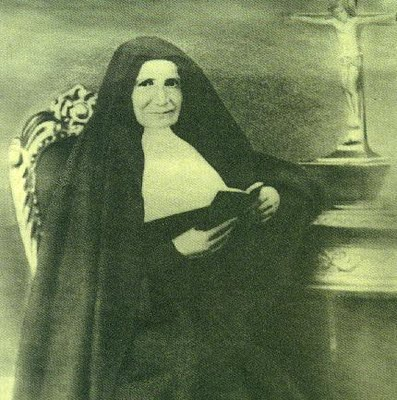
Anna Maria Janer Anglarill (1800-1885), fundadora de la congregación, es venerada como beata en la Iglesia católica.

Los orígenes de la congregación se remontan a 1858, cuando José Caixal, obispo de Urgel, pidió a Anna Maria Janer Anglarill, de las Hermanas de la Caridad de Cervera, ayudarle con la atención del hospital de Seo de Urgel. En 1859 nació una comunidad en torno a esta obra, a la cabeza de Anglarill, y junto a la casa de Cervera nació la congregación actual. Fue en 1874 que tomaron el nombre de Hermanas de la Sagrada de la Familia.
El instituto fue elevado a la categoría de congregación pontificia por el papa León XIII, mediante decretum laudis del 3 de julio de 1899.

## Organización
La Congregación de Hermanas de la Sagrada Familia de Urgel es un instituto religioso de derecho pontificio y centralizado, cuyo gobierno es ejercido por una superiora general. La sede central se encuentra en Roma (Italia).
Las hermanas de la Sagrada Familia se dedican a la instrucción cristiana de la juventud y al cuidado de los enfermos y ancianos. En 2017, el instituto contaba con 257 religiosas y 41 comunidades, presentes en Andorra, Argentina, Colombia, Chile, España, Guinea Ecuatorial, Italia, México, Perú, Paraguay y Uruguay.